# السياسة المائية في الشرق الأوسط

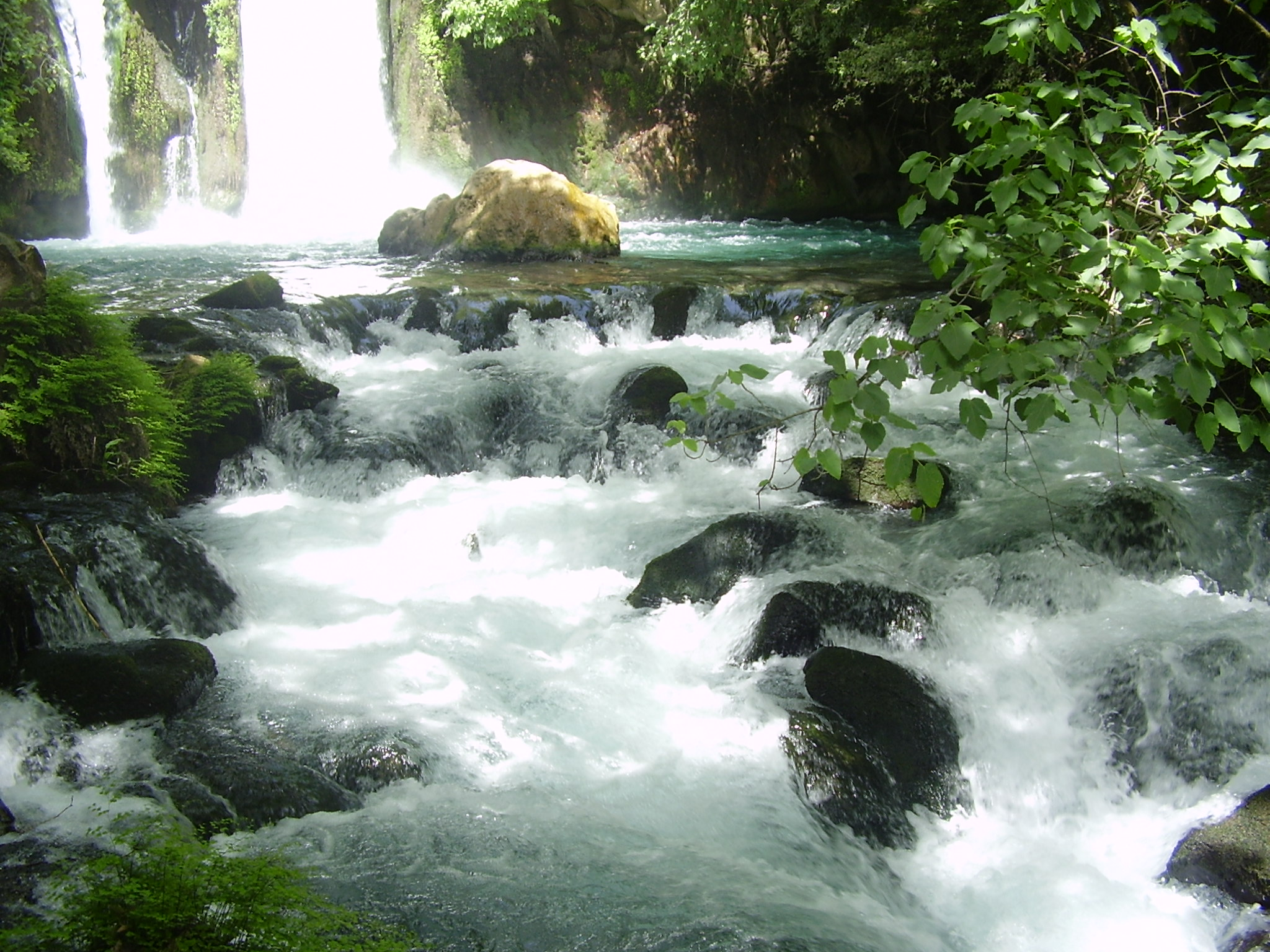

تتعامل سياسة المياه في الشرق الأوسط مع السيطرة على الموارد المائية في الشرق الأوسط، وهي منطقة قاحلة حيث تُعد قضايا استخدام وتوريد ومراقبة وتخصيص المياه مصدرًا أساسيًا. وتلعب السياسة المائية دورا في مختلف مجالات السياسة في الشرق الأوسط وشمال أفريقيا، وهي مهمة بشكل خاص في واحدة من السمات المميزة للمنظر السياسي للمنطقة. تعكس قضايا المياه جانبًا مركزيًا لطبيعة الصراع الإسرائيلي الفلسطيني؛ وبالتحديد، التدفق الأصلي للكتلة السكانية الكبيرة الإضافية إلى منطقة جغرافية هشة نسبياً من الأرض، والتوسع الهائل للسكان السابقين. لقد ساعدت المخاوف بشأن المياه بشكل كبير في تشكيل التطور السياسي في الشرق الأوسط وشمال أفريقيا.

## العلاقات الدولية والمياه
ومن ثم، تؤثر القضايا المتعلقة بإمدادات المياه على الشؤون الدولية والأقاليمية، في حين أن النزاعات حول حقوق الدول والوصول إلى الموارد المائية هي في الغالب سبب التوترات في هذا المجال. إن الطبيعة المتعارضة لبعض أحكام المياه قد أدت إلى أن مياه معينة أصبحت أكثر عرضة للصراعات السياسية (تلك التي تكون عرضة بشكل أساسي لهذا في الشرق الأوسط وشمال أفريقيا هي نهري الأردن ونهر دجلة والفرات). من أجل ضمان مستويات موثوقة من الوصول إلى المياه لسكانها، يجب على الولايات إما أن يكون لديها إمدادات مياه كبيرة من حيث التوافر الاقتصادي، أو يجب تأسيس حقوقها في مثل هذه الإمدادات. كما أشارت دراسات حول المياه في الشرق الأوسط إلى أنه في موقع هيدرولوجي حساس، ينبغي حماية الوصول إلى المياه السطحية والجوفية في البلد كأولوية أولى إذا كان ينبغي البدء في معالجة أي صعوبات أو نقص في المياه. يمكن اعتبار مثل هذه التدابير على أنها المسؤوليات الأساسية للحكومات الوطنية أو السلطات الحاكمة؛ وبالتالي فإن المياه مرتبطة ارتباطًا وثيقًا بدولة وأراضي جغرافية في العلاقات الدولية، ومع الاعتراف بحقوق الدول القومية وحقوقها باعتبارها العناصر المركزية في هذا المجال.
وقد وصفت العملية السياسية والتفاعلات التي تقوم عليها العلاقات الدولية للمياه بأنها تشتمل على ثلاث مراحل. هذه هي أن الدولة يجب أن تمر عبر عملية؛ أولاً المطالبة بحقها في الحصول على موارد المياه، وثانياً الإقرار بهذا الحق، والسعي في النهاية إلى الحصول على حقها في الحصول على المياه وفقاً للاعتراف بمطالبتها. ومع ذلك، لم تنجح هذه العمليات دائمًا.
في هذا الصدد، تأثرت سياسات المياه في الشرق الأوسط بالتغيرات في النظام السياسي الدولي وانعكاساتها على المنطقة. كان ينظر إلى تورط اتحاد الجمهوريات الاشتراكية السوفياتية في الشؤون السياسية للشرق الأوسط أنه كان له أثر مقيد على هذه العملية، من حيث الادعاءات والاعتراف بها في حقبة الحرب الباردة.
لذلك، تم اعتبار فترة ما بعد الحرب الباردة أنها تتيح الفرصة لتحويل سياسات المياه في الشرق الأوسط، في ضوء التحول الذي أحدثته في الديناميكيات السياسية العالمية في المنطقة. لكن هذه الإمكانية فشلت في تحقيقها بحلول نهاية العقد، حيث لا تزال دول الشرق الأوسط «تشارك بشكل رئيسي في... التأكيد على حقوق المياه على المياه المشتركة». وكانت النتيجة المترتبة على ذلك أن «تقاسم المياه غير المتفق عليه هو حقيقة لا يمكن تجنبها في العلاقات الدولية الحالية في الشرق الأوسط»، مع ظهور مشكلات سياسية مصاحبة لها على الدوام.

## أنظمة الأنهار في الشرق الأوسط
تتمحور المطالبات المتعلقة بالحقوق في المياه في الشرق الأوسط حول أنظمة الأنهار الثلاثة الرئيسية في المنطقة - النيل ونهر الأردن وحوض نهر دجلة والفرات. اتفاقيات المياه الدولية في الشرق الأوسط كانت نادرة، ولكن سيتم استكشاف الوضع فيما يتعلق بالعلاقات المائية الإقليمية في الأحواض الرئيسية الثلاثة أدناه.

### نهر النيل
كما هو الحال مع أنظمة الأنهار الرئيسية في الشرق الأوسط، كانت الاتفاقات السياسية حول الوصول إلى مياه النيل قليلة ومتباعدة. كان أول اتفاق من هذا النوع هو اتفاقية النيل لعام 1929. ومع ذلك، كان هذا الاتفاق يمثل إلى حد كبير طبيعة الحقائق الجيوسياسية العالمية في ذلك الوقت، بدلاً من كونه تعبيراً متبادلاً عن الاتفاق بين الأطراف المشاركة في المنطقة.
يقال، هذا، لأنه كان في الأساس نتاجًا للمصلحة الوطنية البريطانية. كانت أولوية المملكة المتحدة، كجزء من استراتيجيتها باعتبارها القوة السياسية والاقتصادية المعاصرة المسيطرة في الشرق الأوسط، هي الحفاظ على إمدادات آمنة من المياه إلى مصر، وهذا ما نصت عليه الاتفاقية في المقام الأول.
لم تأتي الاتفاقية التالية بشأن استخدام المياه في النيل لمدة ثلاثة عقود. وقعت اتفاقية النيل الجديدة لعام 1959 بين مصر والسودان، وكانت خالية من التأثير السياسي للمملكة المتحدة في هذه المرحلة. ومع ذلك، كان الحد من هذا الاتفاق هو أنه لم يكن أكثر من معاهدة ثنائية بين الدولتين المشاركتين، وعلى هذا النحو، قدم فقط لاتفاق بشأن تقاسم المياه بين البلدين، فاتفاقية النيل لعام 1959 لم يتم الاعتراف بها من قبل الدول الأخرى التي يمر بها النيل أيضًا.

### حوض نهر دجلة والفرات
لا تزال الدول التي تعتمد على نظام مياه دجلة والفرات في المرحلة الأولى من المطالبة بحقوقها في المياه. ومع ذلك، فإن اللاعب الرئيسي فيما يتعلق بسياسات المياه في هذا المجال هو تركيا، التي أفاد ألان بأنها «ذهبت إلى حد كبير [عنابر] ... ما تعتبره حقوقها المائية من خلال برامج البناء الخاصة بها على نهر الفرات دون أن يعترف بها أسفل النهر سوريا والعراق». يشير هذا إلى السدود التي بنتها تركيا منذ السبعينيات، ممولة جزئياً من قروض البنك الدولي.

### نهر الأردن
الحدود السورية - اللبنانية - الفلسطينية كانت نتاجا للتقسيم الأنجلو - فرنسي لما بعد الحرب العالمية الأولى لبلاد الشام العثمانية. كانت القوات البريطانية قد تقدمت إلى موقع في تل هزور ضد القوات التركية في عام 1918، وكانت ترغب في دمج جميع مصادر نهر الأردن داخل فلسطين التي تسيطر عليها بريطانيا. بسبب عدم قدرة الفرنسيين على فرض سيطرة إدارية، كانت الحدود بين سوريا وفلسطين سائلة حتى عام 1934، عندما تمكن الفرنسيون من تأكيد سلطتهم على الحركة القومية العربية وتم إقصاء الملك فيصل. في معاهدة سيفر غير المصدق عليها من مؤتمر سان ريمو، مددت حدود عام 1920 منطقة السيطرة البريطانية إلى شمال خط سايكس بيكو (خط مستقيم بين نقطة وسط بحر الجليل ونهاريا). اتفقت بريطانيا وفرنسا على الحدود الدولية بين فلسطين وسوريا في عام 1923 بمعاهدة لوزان بعد أن أعطيت بريطانيا تفويضًا من عصبة الأمم لفلسطين في عام 1922. كان بانياس (على طريق القنيطرة / صور) داخل فرنسا. ولاية سوريا. تم تعيين الحدود 750 متر جنوب الربيع.
في عام 1941 احتلت القوات الأسترالية بانياس في تقدمها إلى الليطاني خلال الحملة السورية اللبنانية. عندما غزت القوات الفرنسية والهندية الحرة سوريا في معركة كيسوي [12] في عام 1946، وقعت فرنسا وبريطانيا اتفاقية ثنائية لتسليم السيطرة على بانياس إلى سلطات الانتداب البريطاني رغم أن الحكومة السورية أعلنت بطلان توقيع فرنسا. مشاريع الإنقاذ البريطانية لتصريف الأهوار للزراعة أغضب القرويين العرب.
بعد قيام دولة إسرائيل، عرضت سوريا تعديل خطوط الهدنة، وتنازلت عن 70٪ من مساحة المنطقة المنزوعة السلاح، مقابل العودة إلى حدود ما قبل عام 1946 في منطقة حوض الأردن، مع عودة موارد بانياس المائية بلا منازع. السيادة السورية. في 26 أبريل، اجتمع مجلس الوزراء الإسرائيلي للنظر في الاقتراحات السورية. مع رئيس هيئة تخطيط المياه الإسرائيلية سيمها بلاس. وأشار بلاس إلى أنه في حين أن الأراضي التي سيتم التنازل عنها لسوريا لم تكن مناسبة للزراعة، فإن الخريطة السورية لم تناسب خطة تنمية المياه الإسرائيلية. أوضح بلاس أن حركة الحدود الدولية في منطقة بانياس ستؤثر على حقوق إسرائيل المائية.
في 13 أبريل/نيسان، بدا المندوبون السوريون متلهفين للغاية للمضي قدماً وعرضوا على إسرائيل حوالي 70٪ من المنطقة المنزوعة السلاح. تم تحقيق نتائج هامة ووضع عدد من الاقتراحات والموجزات كتابة، لكنها تتطلب قرارات من الحكومتين. اجتمع مجلس الوزراء الإسرائيلي في 26 أبريل للنظر في المقترحات السورية. وجهت الدعوة إلى سيمها بلاس، رئيس هيئة تخطيط المياه في إسرائيل، لحضور الاجتماع. أظهر دايان بلاس الاقتراحات السورية على الخريطة. وقال بلاس ل دايان إنه على الرغم من أن معظم الأراضي التي كان من المتوقع أن تتخلى عنها إسرائيل غير مناسبة للزراعة، فإن الخريطة لم تتناسب مع خطط تنمية مياه الري الإسرائيلية. في 4 و 27 أيار / مايو، قدمت إسرائيل شروطها الجديدة. وقد رفضت سوريا ذلك، وانتهت المفاوضات دون اتفاق.
في عام 1951 بدأت إسرائيل أعمال الصرف الصحي في وادي الحولة. في عام 1953، بدأت إسرائيل من جانب واحد مشروع تحويل المياه داخل حوض نهر الأردن بواسطة الناقل الوطني الإسرائيلي للمياه. في سبتمبر / أيلول 1953، تقدمت إسرائيل بخطط لتحويل المياه للمساعدة في ري سهل شارون الساحلي وفي صحراء النقب في نهاية المطاف من خلال إطلاق مشروع تحويل على مسافة 14 ميلاً (14 كم) في منتصف الطريق بين الأهوار الحولية وبحيرة الجليل (بحيرة طبرية) مركز DMZ ليتم بناؤه بسرعة. ادعت سوريا أنها ستجفف 12000 فدان (49 كم 2) من الأراضي السورية. وزعم رئيس أركان هيئة الأمم المتحدة لمراقبة الهدنة الميجور جنرال فاجن بنكا من الدانمرك أن المشروع سيحول المياه إلى مطري مياه فلسطينيين وتجفيف الأراضي الزراعية الفلسطينية. اعتبر قرار مجلس الأمن رقم 100 أنه من المرغوب فيه أن تعلق إسرائيل العمل الذي بدأ في 2 سبتمبر «ريثما يتم فحص المسألة بشكل عاجل من قبل المجلس». رفض مجلس الأمن في نهاية المطاف الادعاءات السورية بأن العمل كان انتهاكا لاتفاقات الهدنة. استؤنفت أعمال الصرف الصحي في وادي الحولة وأُنجز العمل في عام 1957.
في عام 1964، أكملت إسرائيل حاملها المائي الوطني الذي سحب المياه (في حدود خطة جونستون) من بحر الجليل. تم استخدام الماء للري في صحراء النقب الجنوبية.
في يناير 1964 عقد اجتماع قمة جامعة الدول العربية في القاهرة. كان البند الرئيسي على جدول الأعمال هو تحويل إسرائيل للمياه من الشمال إلى ري الجنوب والتخفيض المتوقع في إمدادات المياه المتاحة لسوريا والأردن. نصت ديباجة قرارها على أن «تأسيس إسرائيل هو التهديد الأساسي الذي وافقت الأمة العربية على تحميه. وبما أن وجود إسرائيل يشكل خطراً يهدد الأمة العربية، إنه يضاعف الأخطار التي تتهدد الوجود العربي، وعلى الدول العربية أن تعد الخطط اللازمة للتعامل مع الجوانب السياسية والاقتصادية والاجتماعية، بحيث لا يتم تحقيق النتائج إذا ما تحققت الضرورة، استعدادات عسكرية عربية جماعية، عندما لا تكتمل، سيشكل الوسيلة العملية النهائية للتصفية النهائية لإسرائيل».
كان المشروع يهدف إلى تحويل 20 إلى 30 مليون متر مكعب من المياه من روافد نهر الأردن إلى سوريا والأردن من أجل تنمية سوريا والأردن. أدى هذا إلى تدخل عسكري من إسرائيل، أولاً بنيران الدبابات ثم بعد ذلك، حيث حول السوريون الأعمال إلى الشرق أكثر، مع ضربات جوية.
في 10 يونيو 1967، في اليوم الأخير من حرب الأيام الستة، قامت قوات لواء غولاني بغزو قرية بانياس حيث كان هناك حصن سوري. كانت أولوية إشكول على الجبهة السورية هي السيطرة على مصادر المياه.
يزعم الأردن أنه يمتلك حقوقًا متساوية في المياه من حوض الأردن وروافد الأردن العليا. بسبب مشاريع تحويل المياه، تم تقليل التدفق إلى نهر الأردن من 1300/1500 مليون متر مكعب إلى 250/300 مليون متر مكعب. تم تخفيض جودة المياه بشكل أكبر حيث أن تدفق نهر الأردن يتكون من الجريان السطحي من الري الزراعي والينابيع المالحة.
الاتفاق بين الأردن وإسرائيل هو الاتفاق الوحيد في منطقة الشرق الأوسط الذي أدى إلى الاعتراف بالحقوق المائية في كلا الجانبين. تشكل اتفاقية المياه جزءًا من المعاهدة السياسية الأوسع التي تم توقيعها بين إسرائيل والأردن في عام 1994. في عام 1999، عندما كشفت قيود المعاهدة عن الأحداث المتعلقة بنقص المياه في حوض الأردن. أدى انخفاض الإمداد بالمياه إلى إسرائيل بسبب الجفاف إلى أن إسرائيل المسؤولة عن توفير المياه للأردن قلصت من أحجام المياه الخاصة بها إلى البلاد، الأمر الذي أدى إلى خلاف دبلوماسي بين البلدين وجلب عنصر الماء في المعاهدة مرة أخرى للتساؤل. ولم يتم تجاهل شكاوي إسرائيل بشأن تخفيض المياه من الروافد إلى نهر الأردن بسبب السد الأردني / السوري.

## السلام الأزرق
لقد شهد الصراع المستمر في الشرق الأوسط بعض العواقب البيئية الكبيرة للأضرار الناجمة عن المياه. تقرير من قبل مجموعة الإستراتيجية Foresight ، وهي مؤسسة فكرية في آسيا، تفاصيل في الضرر والدمار الذي لحق بأنظمة وموارد المياه. تعتبر منطقة الشرق الأوسط منطقة شحيحة للغاية من المياه، وأي ضرر يلحق بهذا المورد الحيوي له تأثير سلبي على الصحة والتنوع الحيوي والأنظمة البيئية في المنطقة. يمكن أن تثبت ندرة المياه في المستقبل أنها سبب الصراع وتكلفته. تم تقديم مقاربة جديدة للمياه في الشرق الأوسط من خلال مجموعة Foresight، في تقرير شاركت في رعايته الحكومتين السويسرية والسويدية تحت عنوان "السلام الأزرق: إعادة النظر في مياه الشرق الأوسط". السلام الأزرق عُرِف بأنه شامل ومتكامل الإدارة التعاونية لجميع الموارد المائية في دائرة من البلدان بطريقة مستدامة على المدى الطويل، في علاقة مترابطة مع الديناميكيات الاجتماعية والسياسية. وبدلاً من التركيز على كيفية تقاسم أو تقسيم موارد المياه، فإن نهج السلام الأزرق يهتم بالحفاظ على ميزانية المياه وتوسيعها وتحسينها لصالح الحياة البشرية، فضلاً عن البيئة. إن السلام الأزرق مستمد من العلاقات الإيجابية بين الماء والمجتمع وبين مجتمع وآخر. خلص تقرير حديث بعنوان «التعاون في مجال المياه من أجل عالم آمن»، نشرته مجموعة Foresight، إلى أن التعاون النشط في مجال المياه بين الدول يقلل من مخاطر الحرب. يتم التوصل إلى هذا الاستنتاج بعد دراسة العلاقات المائية العابرة للحدود في أكثر من 200 حوض نهري مشترك في 148 دولة. تواجه دول الشرق الأوسط خطر الحرب لأنها تتجنب التعاون الإقليمي لفترة طويلة. يقدم التقرير أمثلة للتعاون الناجح الذي يمكن استخدامه من قبل دول الشرق الأوسط.